# Джэксон (округ, Иллинойс)
Джэ́ксон (англ. Jackson County) — округ в штате Иллинойс, США. По данным переписи 2010 года численность населения округа составила 60 218 чел., по сравнению с переписью 2000 года оно увеличилось на 1,0 %. Окружной центр округа Джэксон — город Мерфисборо.

## История
Округ Джэксон сформирован из округа Рандолф в 1816 году. Назван в честь Эндрю Джексона, под командованием которого американцы разгромили британские войска в битве за Новый Орлеан, в 1829 году он был избран на пост президента США.
18 марта 1925 года округ сильно пострадал от самого разрушительного торнадо в истории США, деревни Горам и Де Сото, а также город Мерфисборо превратились в руины.
Нынешнее здание окружного суда, расположенное в Мерфисборо, построено в 1927—1928 годах на месте прежней деревянной конструкции. Оригинальное здание располагалось вдоль реки Биг-Мадди в Браунсвилле (ныне город-призрак) и было уничтожено пожаром. После чего, 27 февраля 1843 года Генеральной ассамблеей Иллинойса была создана комиссия, которой предстояло выбрать новый центр округа Джэксон.

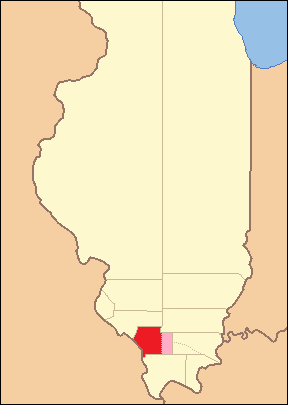
Округ с момента основания до 1818 года, включал временно присоединённую неорганизованную территорию
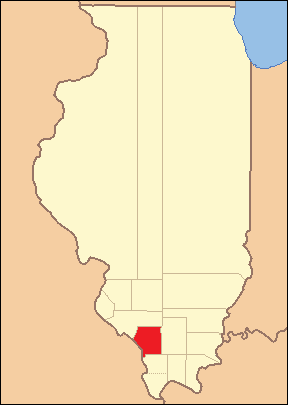
Территория округа с 1818 по 1827 года
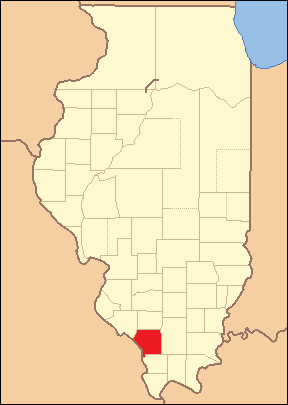
Территория округа с 1827 года и по сей день

## География
Общая площадь округа — 1560,2 км² (602,38 миль²), из которых 1512,8 км² (584,08 миль²) или 96,96 % суши и 47,4 км² (18,3 миль²) или 3,04 % водной поверхности.
Недалеко от места, где сейчас расположен мост трассы Illinois-127, на южном берегу реки Биг-Мадди была открыта первая угольная шахта Иллинойса.
На территории округа частично расположен Национальный лес Шоуни.

### Климат
Округ находится в зоне влажного субтропического климата. Температура варьируется в среднем от минимальных −6 °C в январе до максимальных 31 °C в июле. Рекордно низкая температура была зафиксирована в январе 1977 года и составила −32 °C, а рекордно высокая температура была зарегистрирована в августе 1930 года и составила 45 °C. Среднемесячное количество осадков — от 74 мм в январе до 121 мм в мае.

### Соседние округа
Округ Джэксон граничит с округами:
- Перри — на севере
- Франклин — на северо-востоке
- Уильямсон — на востоке
- Юнион — на юго-востоке
- Перри, Миссури — на западе
- Рандолф — на северо-западе

### Основные автомагистрали
| Автомагистраль      | Длина     | Начальный пункт  | Конечный пункт   | Год образования |
| ------------------- | --------- | ---------------- | ---------------- | --------------- |
| Шоссе US-51         | 2070 км   | Лаплас, Луизиана | Херли, Висконсин | 1926            |
| Трасса Illinois-3   | 301,66 км | Кейро            | Графтон          | 1918            |
| Трасса Illinois-4   | 274,3 км  | Вердженес        | Спрингфилд       | 1918            |
| Трасса Illinois-13  | 243,88 км | Кентервилл       | Олд-Шоунитаун    | 1918            |
| Трасса Illinois-127 | 269,61 км | Юнити            | Рэймонд          | 1924            |
| Трасса Illinois-149 | 73,9 км   | Горам            | Томпсонвилл      | 1926            |
| Трасса Illinois-151 | 12,62 км  | Джэкоб           | Эйва             | 1940            |

## Населённые пункты
| Населённый пункт | Статус                | Год основания | Площадь  | Население (2010) |
| ---------------- | --------------------- | ------------- | -------- | ---------------- |
| Вердженес        | деревня               |               | 0,91 км² | 7970 чел.        |
| Горам            | деревня               |               | 3,2 км²  | 236 чел.         |
| Гранд-Тауэр      | город                 |               | 3,2 км²  | 605 чел.         |
| Дауэлл           | деревня               |               | 1,0 км²  | 408 чел.         |
| Де-Сото          | деревня               | 1854          | 2,4 км²  | 1590 чел.        |
| Карбондейл       | город                 | 1852          | 45,4 км² | 25 902 чел.      |
| Кэмпбелл-Хилл    | деревня               |               | 1,1 км²  | 336 чел.         |
| Маканда          | деревня               |               | 13,8 км² | 561 чел.         |
| Мерфисборо       | город, окружной центр | 1843          | 13,6 км² | 7970 чел.        |
| Эйва             | город                 |               | 2,8 км²  | 654 чел.         |
| Элквилл          | деревня               |               | 2,0 км²  | 928 чел.         |

## Демография
По данным переписи населения 2000 года, численность населения в округе составила 59 612 человек, насчитывалось 24 215 домовладений и 12 664 семьи. Средняя плотность населения была 38,2 чел./км².
Распределение населения по расовому признаку:
- белые — 80,79 %
  - немецкого происхождения — 22,0 %
  - ирландского происхождения — 10,0 %
  - английского происхождения — 8,6 %
- афроамериканцы — 13,02 %
- коренные американцы — 0,31 %
- азиаты — 3,03 %
- латиноамериканцы — 2,42 % и др.

Из 24 215 домовладений в 24,4 % были дети в возрасте до 18 лет, проживающие вместе с родителями, в 39,3 % — супружеские пары, живущие вместе, в 9,7 % — матери-одиночки, а 47,7 % не имели семьи. 34,9 % всех домовладений состояли из отдельных лиц и в 9,3 % из них проживали одинокие люди в возрасте 65 лет и старше. Средний размер домовладения 2,21 человек, а средний размер семьи — 2,89.
Распределение населения по возрасту:
- до 18 лет — 19,3 %
- от 18 до 24 лет — 26,0 %
- от 25 до 44 лет — 25,9 %
- от 45 до 64 лет — 17,9 %
- от 65 лет — 11,0 %

Средний возраст составил 28 лет. На каждые 100 женщин приходилось 104,3 мужчин. На каждые 100 женщин возрастом 18 лет и старше приходились 102,9 мужчин.
Средний доход на домовладение — $ 24 946, на семью — $ 40 950. Средний доход мужчин — $ 31 910, женщин — $ 22 396. Доход на душу населения в округе — $ 15 755. Около 14,7 % семей и 25,2 % населения находились ниже черты бедности, из них 23,0 % лица моложе 18 лет и 10,5 % в возрасте 65 лет и старше.